# History of the Joke
History of the Joke es un documental especial de televisión que se estrenó el 18 de febrero de 2008, en los EE.UU. en History Channel.
Este especial era presentado por Lewis Black y está protagonizado por Mitch Fatel, Ed Galvez, Jessica Glassberg George Carlin, Shelley Berman, Jimmy Carr, Jeff Dunham, Steve Byrne, Gallagher, Patton Oswalt, Aisha Tyler, Robin Williams, Brian Posehn, Greg Fitzsimmons, Gina Yashere, George Lopez, Lynne Koplitz, Kathy Griffin, Dave Attell y Penn & Teller. En el show, Black considera todo de los diferentes componentes del chiste perfecto y todos los  tipos de comedia, incluyendo comedia física y el slapstick. Los chistes abarcaron todo tipo de temas: niños, razas, sexo y religión. El Show se divide en trece partes: comedia, comedia física, la sincronización lo es todo, improvisación, ¿Nacido gracioso?, señoras y señores, chistes sucios, tabúes, la bomba, abucheos, dolor, la verdad y ¿Qué es risa? El profesor Richard Wiseman explica la fuente científica y psicológica de la comedia y habla sobre su búsqueda del chiste más gracioso del mundo. La historia de comedia está cubierta desde los antiguos intérpretes de calle griegos, los enmascarados intérpretes de Italia de mitad del siglo XVI a posiblemente las primeras comediantes de las actrices Shakesperianas (aunque había pocas actrices femeninas en tiempos de Shakespeare porque todos los roles femeninos eran interpretados por hombres) y la Restauración inglesa Elise Czajkowski. «The Art of Comedy Throughout the Ages and ‘History of the Joke’»..